# Graminaseius saltus
Graminaseius saltus är en spindeldjursart som först beskrevs av Zack 1969.  Graminaseius saltus ingår i släktet Graminaseius och familjen Phytoseiidae. Inga underarter finns listade i Catalogue of Life.